# Аппер-Огаста Тауншип (округ Нортамберленд, Пенсільванія)
Аппер-Огаста Тауншип (англ. Upper Augusta Township) — селище (англ. township) в США, в окрузі Нортамберленд штату Пенсільванія. Населення — 2478 осіб (2020).

## Демографія
Згідно з переписом 2010 року, у селищі мешкало 2586 осіб у 1063 домогосподарствах у складі 778 родин. Було 1133 помешкання
Расовий склад населення:
| - 98,3 % — білих - 0,4 % — чорних або афроамериканців - 0,4 % — азіатів - 0,2 % — корінних американців |

До двох чи більше рас належало 0,3 %. Частка іспаномовних становила 2,1 % від усіх жителів.
За віковим діапазоном населення розподілялося таким чином: 18,7 % — особи молодші 18 років, 61,3 % — особи у віці 18—64 років, 20,0 % — особи у віці 65 років та старші. Медіана віку мешканця становила 47,7 року. На 100 осіб жіночої статі у селищі припадало 100,8 чоловіків;  на 100 жінок у віці від 18 років та старших — 99,4 чоловіків також старших 18 років.
Середній дохід на одне домашнє господарство  становив 65 767 доларів США (медіана — 57 757), а середній дохід на одну сім'ю — 76 273 долари (медіана — 67 667). Медіана доходів становила 39 423 долари для чоловіків та 31 577 доларів для жінок. За межею бідності перебувало 4,9 % осіб, у тому числі 4,9 % дітей у віці до 18 років та 10,3 % осіб у віці 65 років та старших.
Цивільне працевлаштоване населення становило 1383 особи. Основні галузі зайнятості: освіта, охорона здоров'я та соціальна допомога — 23,2 %, роздрібна торгівля — 13,3 %, виробництво — 13,0 %.